# 6 de agosto na Igreja Ortodoxa

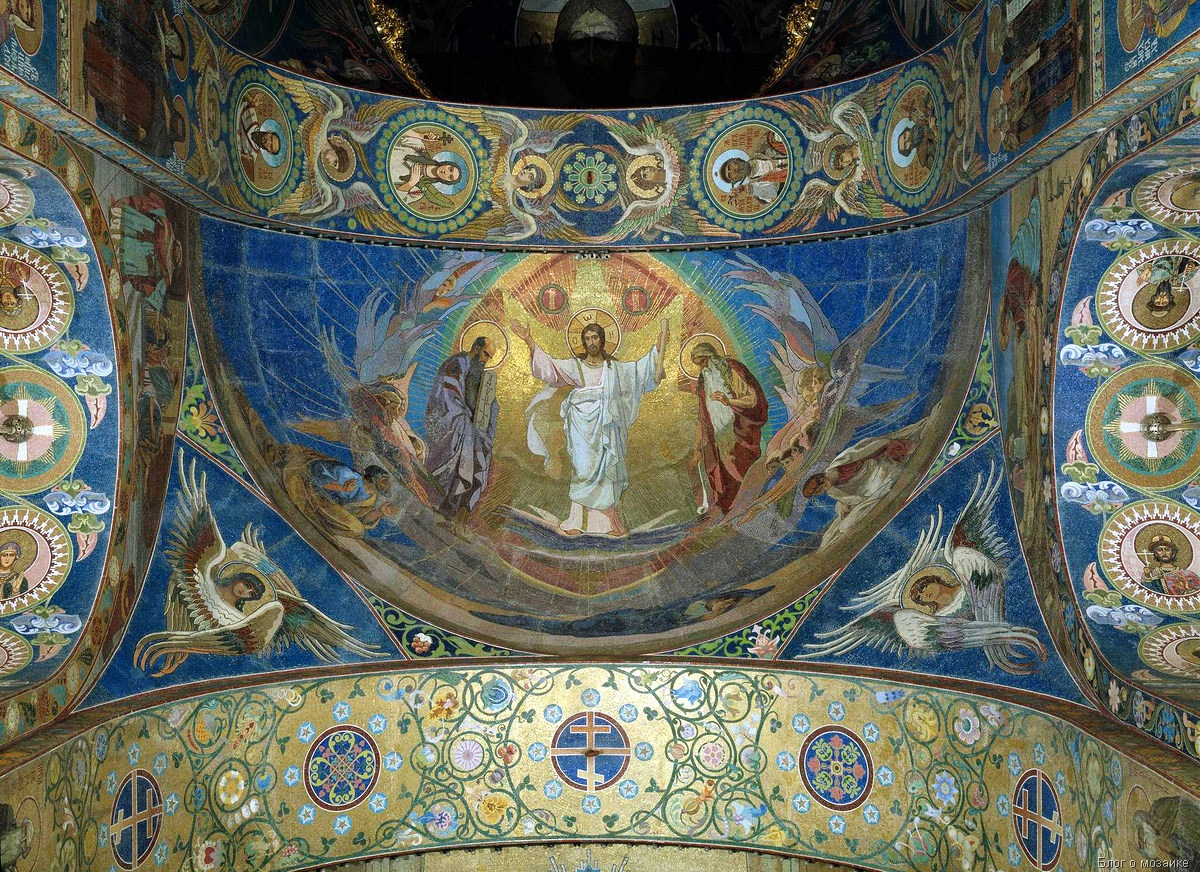
Mosaico da Transfiguração na Catedral do Sangue Derramado, século XIX.

Esta página trata das comemorações relativas ao dia 6 de agosto no ano litúrgico ortodoxo.
Todas as comemorações fixas abaixo são comemoradas no dia 19 de agosto pelas igrejas ortodoxas sob o Velho Calendário. No dia 6 de agosto do calendário civil, as igrejas sob o Velho Calendário celebram as comemorações listadas no dia 23 de setembro.

## Festas
- A Santa Transfiguração de Nosso Senhor, Deus e Salvador Jesus Cristo[1][2][3]

## Santos
- Santos Justo e Pastor, dois irmãos, respectivamente com 13 e 9 anos, flagelados e decapitados em Alcalá, na Espanha, sob Diocleciano (c. 304)[4]
- Santo Papa Hormisda, Papa de Roma e Confessor (523)[4][5]
- Santo Hardulfo, hermitão em Breedon, Leicestershire, onde há uma igreja dedicada a ele (século VII)[4]
- São Ghislain (Gezelin, Gisle, Juscelino), hermitão honrado em Schlebuschrath, perto de Colônia.[4]
- Santo Estêvão de Cardeña e seus companheiros, Abade do Mosteiro de Cardeña, onde havia mais de duzentos monges, todos mortos pelos sarracenos (872)[4][5]
- São Teoctisto, Bispo de Chernigov (1123)[1][6][7]
- Novo Mártir Habacuque de Tessalônica (1628)[1][7][8]
- São Daniel Kushnir Mlievsky-Cherkasky, Mártir (1766)[6]
- Venerável Monja-Schema Santa Olimpíada (Stryhaliv) de Kiev (1828)[6]
- Novo Hieromártir Máximo Sandovich da Cárpato-Rússia, padre, protomártir dos lemkos, executado pelos católicos romanos (1914)[9]
- Novo Hieromártir Nicolau Prozorov, padre (1930)[7][10]
- Novo Hieromártir Pedro Tokarev, padre em Yaroslavl-Rostov (1937)[10]
- Novo Hieromártir Demétrio (Lyubimov), Arcebispo de Gdov (1938)[7][10][11]

## Outras comemorações
- Repouso do Hieromonge-Schema Níkon das Cavernas, do Mosteiro de Valaam (1822)[1]
- Repouso do Padre Basílio Shoustin, discípulo dos Anciães de Optina (1968)[1]
- Repouso do Ancião Trifão de Kapsala, do Monte Athos (1978)[1]